# 명나방과
명나방과(학명: Pyralidae)는 명나방상과에 속하는 나방 무리의 한 갈래이다.